# Vyšný Slavkov
Vyšný Slavkov jest selo u Okrugu Levoča u Slovačkoj. Godine 2023. imalo je  263 stanovnika i površinu 17,16 km2.

## Stanovništvo
| Godina:     | 1993. | 2003.   | 2013.    | 2023.   |
| ----------- | ----- | ------- | -------- | ------- |
| Broj ljudi: | 363   | 330     | 289      | 263     |
| Razlika:    |       | -9,09 % | -12,42 % | -8,99 % |

| Godina:     | 2022. | 2023.   |
| ----------- | ----- | ------- |
| Broj ljudi: | 266   | 263     |
| Razlika:    |       | -1,12 % |